# NK Šokadija Strizivojna
Nogometni klub Šokadija Strizivojna hrvatski je nogometni klub iz Strizivojne. Trenutačno se natječe u 1. ŽNL Osječko-baranjskoj.

## Povijest
Počeci nogometne igre u Strizivojni vezani su uz Ivana Bauera i Stjepana Golla (Štefa), koji su dvadesetih godina 20. stoljeća u Strizivojnu i Vrpolje donijeli prvu nogometnu loptu i potaknuli osnivanje nogometnog kluba u Strizivojni. Iako je klub osnovan 25. lipnja 1927. godine, na ime NK “Šokadija” pričekalo se. Naime, nakon brojnih rasprava i razmišljanja, a u traženju najpovoljnijeg rješenja u nepovoljnim političkim prilikama, zbog tipičnog šokačkog kraja za klub je uzeto ime Šokadija.
Klub je nakon osnutka, vrlo brzo počeo djelovati kao organiziran klub. Igralište na vašarištu u Vrpolju uređeno je za odigravanje utakmica, omeđeno, postavljene su vratnice. Do Drugoga svjetskoga rata nisu se među seoskim klubovima igrale prvenstvene utakmice, već su to bili prijateljski susreti. Bili su organizirani i turniri na kojima je sudjelovalo 4 do 5 momčadi iz susjednih naselja, ali nisu igrane utakmice u jednom danu nego u toku mjeseca da bi se nakon odigranih utakmica po sistemu "svatko sa svakim" dobio redoslijed, a pobjednik je dobio neku simboličnu nagradu. Iako su igrane za poredak te utakmice nisu bile prvenstvene.
Nakon Drugog svjetskoga rata, početkom 1946. godine, dolazi do oživljavanja športskih aktivnosti u novim političkim prilikama. NK Šokadija počinje s radom kao fiskulturni aktiv za oba sela – Strizivojnu i Vrpolje. Prerastanjem kluba u društvo 4. svibnja 1947. godine održana je osnivačka skupština Fiskulturog društva Šokadija Strizivojna – Vrpolje. Kao član nogometnog centra, a kasnije podsaveza, Šokadija je u narednim godinama prošla razne stupnjeve natjecanja od grupnih razrednih do podsaveznih.
U 1952. godini dolazi do odvajanja uprave i igrača iz Vrpolja i 2. ožujka iste godine Športsko društvo Šokadija postaje NK Šokadija Strizivojna.

## NK Šokadija u službenim natjecanjima
Izvršni odbor Nogometnog saveza Hrvatske 30. siječnja 1953. godine donio je odluku o teritorijalnoj podjeli na podsaveze, pa je klub prema toj podjeli pripao Nogometnom podsavezu Slavonski Brod. NK Šokadija natjecala se od 1953. pa sve do 1965. godine u prvenstvu 1. razreda podsavezne lige Nogometnog podsaveza Slavonski Brod. Osvajanjem prvog mjesta u podsaveznoj ligi klub je 1965. ostvario pravo sudjelovanja u kvalifikacijama za Slavonsku nogometnu zonu i postigao jedan od svojih najvećih uspjeha. 

Od početka jesenjeg dijela nogometnog prvenstva 1974./75. Šokadija prelazi u Nogometni savez Đakovo jer su se mještani Strizivojne ranije izjasnili o pripajanju općini Đakovo. Od toga vremena klub se natjecao u općinskoj ligi Đakovo. 
U suverenoj i samostalnoj Republici Hrvatskoj NK Šokadija natječe se od 1992. godine u 2. županijskoj ligi u kojoj je bilo 14 klubova prethodne Općinske lige Đakovo. U sezoni 1995./96. klub je osvojio 1. mjesto u 3. županijskoj ligi i plasirao se u 2. županijsku ligu Osječko-baranjsku, Nogometnog središta Đakovo. 
Od 1997./98.  do 2002. ponovo se natječe u 2. županijskoj ligi NS Đakovo. 2002. godine osvajanjem prvog mjesta u 2. županijskoj ligi Nogometno središte Đakovo, NK Šokadija plasirala se u 1. ŽNL Oječko-baranjsku u kojoj se natjecala sve do protekle sezone kada je nakon osvojenog 13. mjesta ponovo ispala u 2. ŽNL Osječko-baranjsku, NS Đakovo. 

## Statistika u prvenstvima od sezone 1999./00.
| Sezona    | Rang | Liga                                | Pozicija | Utakmice | Pobjede | Neodlučeno | Porazi | Postignuti golovi | Primljeni golovi | Bodovi  |
| 1999./00. | 5.   | 2. ŽNL Osječko-baranjska, NS Đakovo | 10.      | 26       | 10      | 2          | 14     | 48                | 52               | 32      |
| 2000./01. | 5.   | 2. ŽNL Osječko-baranjska, NS Đakovo | 4.       | 26       | 15      | 6          | 5      | 74                | 47               | 48 (–3) |
| 2001./02. | 5.   | 2. ŽNL Osječko-baranjska, NS Đakovo | 8.       | 26       | 11      | 3          | 12     | 69                | 57               | 36      |
| 2002./03. | 5.   | 2. ŽNL Osječko-baranjska, NS Đakovo | 1.       | 26       | 18      | 4          | 4      | 97                | 33               | 58      |
| 2003./04. | 4.   | 1. ŽNL Osječko-baranjska            | 4.       | 30       | 16      | 4          | 10     | 52                | 36               | 52      |
| 2004./05. | 4.   | 1. ŽNL Osječko-baranjska            | 9.       | 30       | 12      | 5          | 13     | 50                | 59               | 41      |
| 2005./06. | 4.   | 1. ŽNL Osječko-baranjska            | 8.       | 30       | 13      | 7          | 10     | 62                | 53               | 46      |
| 2006./07. | 5.   | 1. ŽNL Osječko-baranjska            | 8.       | 30       | 12      | 5          | 13     | 52                | 64               | 41      |
| 2007./08. | 5.   | 1. ŽNL Osječko-baranjska            | 13.      | 30       | 12      | 2          | 16     | 48                | 57               | 38      |

## Vanjske poveznice
- Službena web-stranica  Arhivirana inačica izvorne stranice od 29. rujna 2012. (Wayback Machine)
- Profil, HNS Semafor